# Autorretrato de Camuflagem (Warhol)
Autorretrato de Camuflagem é uma obra de 1986 do artista americano Andy Warhol. O autorretrato tem um primeiro plano um padrão de camuflagem e fundo preto. É mantido no Metropolitan Museum of Art de Nova York.

## Análise
Andy Warhol fez um autorretrato alguns meses antes de sua morte, em fevereiro de 1987.
Utiliza uma fotografia Polaroid dele, com o material de tinta de polímero acrílico e serigrafia para produzir um padrão de camuflagem sobre o rosto rodeado de preto.
O Metropolitan Museum of Art descreve a imagem: "Warhol aparece como uma máscara assustadora e desencarnada. Sua cabeça flutua em um vazio preto e escuro e seu rosto e cabelo são pálidos como um fantasma, cobertos por um padrão de camuflagem militarista de verde, cinza e preto".
Há um contraste entre a impessoalidade do padrão de camuflagem, que sugere perigo, e a personalidade da tradição do retrato, onde há contato direto com o observador, embora neste caso com uma cobertura protetora ilusória.[2] Os usos ambíguos da camuflagem – chamar a atenção quando está na moda e fazer o oposto no uso militar – fascinaram Warhol.
Uma versão no Museu de Arte da Filadélfia usa rosa e magenta no mesmo fundo preto. Outra versão semelhante à mantida no Museu de Arte da Filadélfia faz parte da coleção de arte moderna da Galeria Nacional de Victoria.